# 波号第二百九潜水艦
波号第二百九潜水艦（はごうだいにひゃくきゅうせんすいかん）は、日本海軍の潜水艦。波二百一型潜水艦の9番艦。太平洋戦争末期に竣工したが終戦直前に触雷して行動不能となり、戦後に爆破処分された。

## 艦歴
マル戦計画の潜水艦小、第4911号艦型の9番艦、仮称艦名第4919号艦として計画。
1945年5月5日、波号第二百九潜水艦と命名されて波二百一型潜水艦の9番艦に定められ、本籍を佐世保鎮守府と仮定。7日、佐世保海軍工廠で起工。31日進水し、本籍を佐世保鎮守府に定められる。6月14日、艤装員事務所を佐世保海軍工廠内に設置し事務を開始。
8月4日、波号第208潜水艦と同日に竣工。竣工後、第六艦隊第五十二潜水隊に編入。13日、下関海峡部埼東方沖で触雷し、艦内の諸兵器は殆ど破損した。
終戦時は航行不能の状態で下関に所在。11月下旬、下関でアメリカ軍により爆破処分された。11月30日、海軍省の廃止に伴い除籍。
1946年8月、三菱重工業下関造船所で解体を終了した。

## 潜水艦長
艤装員長
1. 常廣榮一 大尉：1945年6月15日 - 1945年8月4日

潜水艦長
1. 常廣榮一 大尉：1945年8月4日 - 1945年11月25日